# Neuschirgiswalde
Neuschirgiswalde (obersorbisch Nowe Šěrachow), volkstümlich Neudorf; ist ein Ortsteil der Stadt Schirgiswalde-Kirschau im Landkreis Bautzen im Südosten des Freistaates Sachsen. Er steht wegen des hohen Anteils an Umgebindehäusern in der ganzen Ortslage unter Denkmalschutz.

## Geographie

### Lage
Neuschirgiswalde liegt umgeben von ausgedehnten Wäldern am Oberlauf des Pilkebaches im Lausitzer Bergland. Nordwestlich erhebt sich die Weifaer Höhe (504 m), im Nordosten der Lärchenberg (356 m) sowie südöstlich der Hohberg (426 m). Westlich des Dorfes entspringt das Waldwasser.

### Nachbarorte
| Tautewalde        | Wilthen, Neuwilthen                         | Kirschau      |
| Weifa             | Kompassrose, die auf Nachbargemeinden zeigt | Schirgiswalde |
| Steinigtwolmsdorf | Wehrsdorf                                   | Petersbach    |

### Straßen
Der Ortsteil besteht aus den Straßen Neudorf, Wilthener Weg und Kammstraße.

## Geschichte
Die Verwüstungen des Dreißigjährigen Krieges und die Folgen der Gegenreformation brachten die Grundherren der böhmischen Exklave in Schirgiswalde  wirtschaftliche Notlage. Ein Großteil der protestantischen Untertanen war in die Oberlausitz ausgewandert, wo sie 1656 auf dem von Rechenbergschen Rittergut Oppach die neue Siedlung Eichen gründeten. Johann Georg Otto von Ottenfeld, der 1659 den Niederhof aufgekauft hatte, ließ am 1. September 1660 zur Ansiedlung böhmischer Weberfamilien westlich von Schirgiswalde nahe der Exklavengrenze das „Neudörfel“ anlegen. In der Gründungsurkunde war die Ausstattung jedes zu erbauenden Hauses mit zweieinhalb Scheffel Ackerland, eine zweijährige Abgabenbefreiung sowie eine anschließende Abzahlung in zwölf jährlichen Raten festgelegt. Die Dienstverpflichtungen gegenüber dem Niederhof umfassten jährlich die Lieferung von zwei Klaftern Scheitholz, einem gesponnenen Stück Garn sowie sechs Tagen Hofdienst. Wegen der günstigen Bedingungen wuchs das Neudörfel binnen kurzer Zeit auf 15 Umgebindehäuser an und erhielt eine eigene Ortsgerichtsbarkeit. Ab 1703 besaß das Bautzener Domstift beide Schirgiswalder Höfe und machten den Oberhof zum neuen Herrschaftssitz.
Nachdem das Kaisertum Österreich 1809 im Frieden von Schönbrunn seinen Verzicht auf die böhmischen Enklaven im Königreich Sachsen erklärt hatte, zögerte aber die Übergabe der Stadt Schirgiswalde mit den zugehörigen Dörfern Neuschirgiswalde und Petersbach an Sachsen noch lange hinaus. Während dieser 36-jährigen Phase eines unabhängigen Stadtstaates blühte die Pascherei auf; in der Enklave fanden politische Flüchtlinge und Deserteure Unterschlupf. Die Neuschirgiswalder Schenke wurde zu einem beliebten Schlupfwinkel des Räuberhauptmanns Wenzel Kummer (Böhmischer Wenzel). Diese und weitere Missstände führten dazu, dass am 1. Juli 1845 die Übergabeverhandlungen aufgenommen und die Enklave schon am 4. Juli 1845 an Sachsen überging. Im Jahre 1851 löste sich Neuschirgiswalde von Schirgiswalde los und bildete eine eigene Gemeinde. 1865 brannte die alte Schenke ab, in der Nähe des alten Standortes entstand noch im selben Jahre ein neues Wirtshaus – das Gasthaus „Zur frischen Quelle“. Am 1. Juni 1930 wurde Neuschirgiswalde wieder nach Schirgiswalde eingemeindet.
Zu DDR-Zeiten entstand östlich von Neuschirgiswalde am Hohberg ein Bungalowdorf, das heutige Feriendorf Fuchsberg.
Durch die GPG „Berglandobst“ wurden in den 1970er Jahren in der Flur Neuschirgiswalde ausgedehnte Aroniaplantagen angelegt. Nach der Auflösung der GPG übernahm die Firma Stolle-Obst den größten Teil der Plantagen und übergab diese im November 2021 an das Stadtgut Görlitz. Seit dem 1. Januar 2011 gehört Neuschirgiswalde als Ortsteil zur Stadt Schirgiswalde-Kirschau.
Neuschirgiswalde war bis 2018 staatlich anerkannter Erholungsort.

### Einwohnerentwicklung
Beim Zensus vom 9. Mai 2011 bestand Neuschirgiswalde aus 40 Wohngebäuden, in denen 109 Personen lebten. Das Durchschnittsalter lag bei 49,7 Jahren.
| Jahr | Einwohner  |
| ---- | ---------- |
| 1785 | 18 Häusler |
| 1834 | 156        |
| 1871 | 230        |
| 1890 | 207        |
| 1910 | 197        |
| 1925 | 200        |
| 2011 | 109        |

### Verwaltungszugehörigkeit
- 1777: Leitmeritzer Kreis, 1809: Staatenlos, 1845: Landgerichtsbezirk Bautzen, 1856: Gerichtsamt Schirgiswalde, 1875: Amtshauptmannschaft Bautzen, 1952: Kreis Bautzen, 1994: Landkreis Bautzen, 1. August 2008: Landkreis Bautzen

## Ortsbild
Das Waldstreifendorf befindet sich in geschützter Lage auf Lößlehmboden in der Quellmulde des Pilkebaches.
In dem anfänglich vollständig aus Umgebindehäusern bestehendem Dorf sind heute noch 15 solcher denkmalgeschützter Häuser, zumeist mit Vorhäuschen ausgestattet, erhalten. Etwa die Hälfte davon sind eingeschossige Weberhäuschen.
Bis 2004 bildete das „Glöckelhaus“, ein Umgebindehaus mit Oberlaube und einem Dachreiter als Glockentürmchen mit der Gemeindeglocke von 1882, das Wahrzeichen von Neuschirgiswalde. Der Dachreiter musste 2004 wegen Baufälligkeit abgetragen werden. Zur 350-Jahr-Feier von Neuschirgiswalde wurde 2010 ein freistehender Glockenturm aufgestellt, von dem die Glocke wieder dreimal täglich läutet.
An der Wegegabelung westlich des Gasthauses steht das Kreuz mit dem Pestgrab, an dieser Stelle sollen 1632 die Opfer eines Pestausbruches begraben worden sein. Das Pestgrab ist jährlich am Ostermontag Ziel einer Prozession von der Kreuzkapelle am Fuchsberg. Weitere gepflegte Bräuche sind das Gründonnerstags-Betteln, das Klappern um den Glockenturm an den Kartagen sowie das Hexenfeuer.